# Rosinos de la Requejada
Rosinos de la Requejada es un municipio y localidad española de la provincia de Zamora en la comunidad autónoma de Castilla y León. 
Se encuentra ubicado en la comarca de Sanabria, al noroeste de la provincia de Zamora y a unos 14 km al noreste de Puebla de Sanabria. En su término municipal se encuentran las localidades de Anta de Rioconejos, Carbajalinos, Doney de la Requejada, Escuredo, Gusandanos, Monterrubio, Rionegrito, Rosinos de la Requejada, Santiago de la Requejada y Villarejo de la Sierra. En este término municipal confluyen dos figuras de la Red Natura 2000, como son el lugar de interés comunitario Riberas del río Tera y afluentes y el lugar de interés comunitario y zona de especial conservación para las aves Sierra de la Cabrera.
El casco urbano de Rosinos está concentrado a lo largo de la carretera que lo atraviesa. Cuenta con una notable muestra de la arquitectura popular propia de la comarca sanabresa, tanto en sus edificios civiles como religiosos.

## Geografía física

### Ubicación
Se encuentra situado en la comarca de Sanabria, limitando su territorio con los siguientes términos municipales y provinciales:
- Norte: provincia de León.
- Sur: términos municipales de Palacios de Sanabria y Asturianos.
- Este: término municipal de Espadañedo y Asturianos.
- Oeste: términos municipales de San Justo y Robleda-Cervantes.

### Geología
Geológicamente predominan los materiales de la Era Primaria, destacando las rocas sedimentarias metamorfizadas de origen paleozoico (pizarras, cuarcitas y esquistos), que originan un relieve peculiar de sierras y amplios valles.
Desde un punto topográfico, el territorio municipal es una sucesión de sierras con relieves abruptos, en los que en ocasiones se sobrepasan los 2000 m, entre las que se intercalan valles y penillanuras elevados que oscilan entre los 800 y los 900 m.
Los suelos muestran la formación de horizontes bien diferenciados, con una meteorización intensa, provocada principalmente por las habituales heladas y los continuos cambios bruscos de temperatura. La textura de la superficie de estos suelos es principalmente arenosa, con importantes concentraciones de arcilla y limo en las zonas más profundas. Por lo general, se trata de suelos fácilmente erosionables, especialmente en las zonas sin vegetación.
Es una zona de notable meteorización química, como consecuencia de la elevada pluviosidad y su alto porcentaje de humus, pudiéndose observar fenómenos de podsolización. Al contar con un pH ácido, los suelos son pobres en calcio, fósforo y potasio, y con cantidades medias o elevadas en nitrógeno.
Todo el término pertenece a la cuenca hidrográfica del Duero, siendo el río Negro el que recibe las aguas en esta zona. Los principales arroyos son:
- Arroyo del Humero (Escuredo).
- Arroyos de los Carballeses, Valdepegas y Trepaflor (Doney).
- Arroyo de las Llamas (Santiago).
- Arroyo de Roelos (Rosinos).
- Ríos Sapo y los Molinos (Villarejo).
- Río Villar de Res (Monterrubio y Anta de Rioconejos).

### Clima
El clima del municipio es mediterráneo continentalizado, aunque muestra una acentuación de los valores continentales en el régimen térmico y en el aumento de la pluviometría, con valores cercanos a los climas húmedos de la fachada atlántica, debido a su ubicación en el cuadrante noroccidental de la península ibérica y al notable sistema montañoso que le rodea.
Respecto a su régimen térmico, el municipio cuenta con inviernos largos y rigurosos que contrastan con veranos cortos y suaves, siendo los meses de julio y agosto los que presentan temperaturas algo más elevadas.
Esta es una zona de pluviometría elevada, especialmente en el periodo invernal, presentando registros similares en primavera y otoño.
Dominan los vientos de componente noreste, con clara influencia continental, caracterizados por arrastrar temperaturas frías, lo que favorece fuertes heladas e incluso nieve. Los vientos de componente oeste y suroeste, ya de procedencia atlántica, provocan características térmicas más templadas y húmedas, con abundantes precipitaciones en otoño, invierno y primavera.

## Flora y fauna

### Vegetación
Nos encontramos en un territorio potencial de rebollares húmedos supramediterráneos, aunque en las zonas altas de la sierra la vegetación se reduce a matorrales oromediterráneos. Sin embargo, la vegetación original ha sido notablemente transformada a lo largo de la historia, especialmente en el siglo XX con la repoblación forestal y el abandono de los cultivos tradicionales.
La descripción de la vegetación actual se puede resumir en:
- Zona de matorral: es la formación vegetal de mayor presencia, ocupando aproximadamente el 40 % del total, con predominio de las ericáceas (Erica australis, Erica arborea, Calluna vulgaris, etc) y las leguminosas (Genista florida, Cytisus scoparius, Ullex europaeus, etc.).
- Pinares: proceden de las repoblaciones efectuadas durante el siglo XX y ocupan un tercio del territorio.
- Robledales: es la tercera formación vegetal en extensión, con cerca de un 10 % del total del territorio, en ocasiones mezclada con castaños, y árboles de ribera. El sotobosque muestra la presencia de diversos arbustos y matorrales propios de su serie de vegetación.
- Pastizales: presentes en las zonas más altas, con especial presencia de pastos ibéricos silíceos de festuca indigesta, aunque en ocasiones son sustituidos por cervunales en las zonas de mayor humedad.

### Fauna
Existe una gran diversidad de especies animales poblando el término municipal de Rosino, entre los vertebrados destaca la presencia de:
- Mamíferos: erizos, conejos, liebres, lobos, zorros, armiños, comadrejas, tejones, turones, nutrias, martas, garduñas, ginetas, gatos monteses, jabalís, ciervos comunes y corzos.
- Aves: la avifauna es muy variada, con especial representación de las especies migratorias. Entre ellas destacan:

- Ribereñas: como la focha común, la polla de agua, las lavanderas y el mirlo acuático.
- Rapaces:

- Diurnas: el águila real, el águila culebrera, el azor, el gavilán, el águila pescadora, el aguilucho cenizo, el halcón común, el milano negro, el ratonero común y el cernícalo vulgar, siendo estas dos últimas especies las más fácilmente observables.
- Nocturnas: el búho real, el búho chico, el mochuelo común, el cárabo común y la lechuza común.

- De roquedales: En la sierra o sus laderas, especialmente las que contienen peñas, se puede observar el roquero rojo, la chova piquirroja y la chova piquigualda.
- Otros: el arrendajo común, la urraca, la corneja negra y el cuervo. Gallináceas destacables son la perdiz roja y la perdiz pardilla. La lista podría continuarse con palomas (bravía y torcaz), avocetas, avefrías, alondras, abubillas, cogujadas, golondrinas, mirlos, zorzales, herrerillos, carboneros, gorriones, pinzones, verdecillos, pardillos, escribanos, etc.

- Anfibios y reptiles: Las características montanas de la comarca, así como la abundancia de arroyos y riberas, hace que esta área sea muy adecuada para la existencia y desarrollo de anfibios y reptiles.

- Anfibios: sapo corredor, sapo partero, sapillo pintojo, rana listada, rana patilarga, ranita de San Antonio, tritón jaspeado, tritón palmeado, tritón ibérico, salamandra rabilarga y salamandra común.
- Reptiles: culebra de collar, culebra viperina, culebra lisa meridional, culebra lisa norteña, culebra de escalera, culebra bastarda, víbora norteña, víbora hocicuda, lución, lagartija colilarga, lagartija ibérica, lagarto ocela o lagarto verdinegro, lagartija serrana y eslizón común.

- Peces: Son abundantes en salmónidos como la trucha común y la asalmonada y ciprínidos como el barbo, la boga y la bermejuela.

### Espacios protegidos
En este territorio confluyen varias figuras de la Red Natura 2000:
- Lugar de interés comunitario (LIC) «riberas del río Tera y afluentes», en el que se incluyen varios tramos fluviales que cuentan con buenas poblaciones de distintas especies de peces continentales, además de la presencia de la nutria y el desmán ibérico. También son de especial interés las poblaciones de bivalvos como el unió crassus y de margaritifera margaritifera.
- Lugar de interés comunitario (LIC) y zona de especial conservación para las aves (ZEPA) «sierra de la Cabrera», espacio de gran valor desde un punto de vista botánico, especialmente de bosque caducifolio húmedo y con gran número de especies de aves y mamíferos. Entre las aves, destaca la presencia del aguilucho cenizo, la perdiz pardilla, aunque también es frecuente la presencia del águila culebrera, la perdiz pardilla, el pechiazul y la chova piquirroja, entre otras.

## Historia

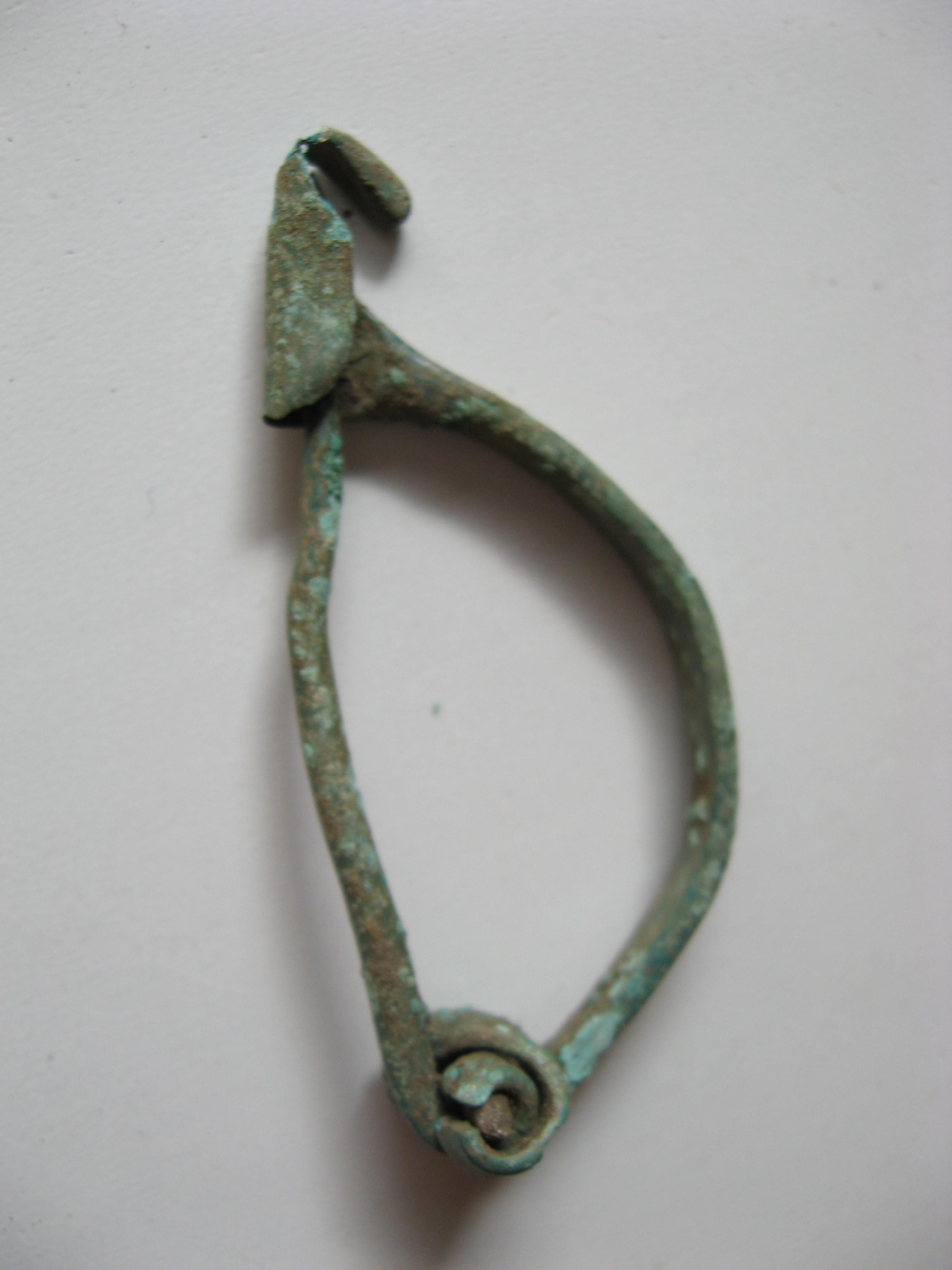
Fíbula de bronce hallada en el castro de Peñas de la Cerca, en Rionegrito

La documentación de varios castros de la Edad de Hierro en el municipio, como los del cerro de Peña Castriello (entre Santiago y Doney), el de Valleciudad (en Santiago) o el de Peñas de la Cerca (en Rionegrito), muestran la existencia de poblamiento humano en el municipio de Rosinos desde la Prehistoria.
Posteriormente, durante la Edad Media, Rosinos quedó integrado en el Reino de León, cuyos monarcas habrían acometido la repoblación de la localidad dentro del proceso repoblador llevado a cabo en Sanabria.
Ya en la Edad Moderna, Rosinos fue una de las localidades que se integraron en la provincia de las Tierras del conde de Benavente y dentro de esta en la receptoría de Sanabria. No obstante, al reestructurarse las provincias y crearse las actuales en 1833, la localidad pasó a formar parte de la provincia de Zamora, dentro de la Región Leonesa, quedando integrado en 1834 en el partido judicial de Puebla de Sanabria.
Finalmente, en torno a 1850, el municipio de Rosinos de la Requejada tomó su extensión actual, al integrar en su seno a los antiguos municipios de Anta de Rioconejos, Carbajalinos, Doney de la Requejada, Escuredo, Rionegrito, Santiago de la Requejada y Villarejo de la Sierra.
Rosinos en el Diccionario geográfico-estadístico-histórico de España y sus posesiones de Ultramar
ROSINOS DE LA REQUEJADA: lugar en la provincia de Zamora (16 leguas), partido judicial de Puebla de Sanabria (1), diócesis de Astorga (12), audiencia territorial y capitanía general de Valladolid (29), es cabeza de ayuntamiento de su mismo nombre á que se hallan agregados los pueblos de Anta de Rioconejos, Carbajalinos y Monterrubio, Donei de la Requejada, Escuredo, Gusandanos, Rionegrito, Santiago de la Requejada y Villarejo de la Sierra. SITUADO en un llano; su CLIMA es frío y húmedo; sus enfermedades más comunes las tercianas.Tiene 41 CASAS, la consistorial; escuela de primeras letras por temporada; iglesia parroquial  (Santa Colomba, matriz de Santiago de la Requejada, servida por un cura de primer ascenso y presentacion de tres voces legas: una ermita del Cristo de la Vera Cruz; y buenas aguas potables. Confina con Carbajalinos, Rionegrito, Cervantes, y el anejo: circundan el término montes de brezo en mediano estado. El TERRENO es de mediana calidad, y le fertilizan algun tanto las aguas del río Vega y Rioconejos. Los CAMINOS son locales: recibe la CORRESPONDENCIA de la Puebla. PRODUCTOS: centeno, lino, patatas, hortaliza y pastos; cria ganados, y alguna caza y pesca. INDUSTRIA: 2 telares de lienzos del país, 4 molinos harineros, y 2 arrieros. POBLACIÓN: 20 vecinos, 84 almas. CAPITAL PRODUCTOS: 48,530 reales. IMPONIBLE: 4,359. CONTRIBUCIÓN: 4,980 reales, 7 maravedíes. [2]

## Geografía humana

### Demografía
Cuenta con una población de 305 habitantes (INE 2024).
| Gráfica de evolución demográfica de Rosinos de la Requejada entre 1842 y 2021 |
| |
| Población de derecho según los censos de población del INE Población de hecho según los censos de población del INEEntre el censo de 1857 y el anterior, crece el término del municipio porque incorpora a 495006 (Anta de Rioconejos), 495025 (Carbajalinos), 495045 (Doney de la Requejada), 495050 (Escuredo), 495110 (Rionegrito), 495137 (Santiago de la Requejada) y 495168 (Villarejo de la Sierra). |

La zona se caracteriza por una disminución progresiva de la población como consecuencia del éxodo rural iniciado hacia 1950. El movimiento migratorio, con la salida de sus núcleos de origen de los estratos de población más jóvenes, ha traído como consecuencia un acusado envejecimiento y un drástico descenso de la natalidad.

### Núcleos de población
El municipio se divide en diez núcleos de población, que poseían la siguiente población en 2024 según el INE.
| Núcleo de población      | Población |
| ------------------------ | --------- |
| Rosinos de la Requejada  | 80        |
| Anta de Rioconejos       | 61        |
| Santiago de la Requejada | 46        |
| Doney de la Requejada    | 45        |
| Villarejo de la Sierra   | 26        |
| Carbajalinos             | 24        |
| Rionegrito               | 15        |
| Monterrubio              | 5         |
| Escuredo                 | 3         |
| Gusandanos               | 0         |

### Economía
Las actividades principales de los habitantes del término se reparten en los sectores de la agricultura, construcción y servicios, siendo minoritario el industrial.

### Comunicaciones
- Carreteras:

- De la red regional: ZA-125, atraviesa el término de Anta de Rioconejos.
- De la red provincial:

- ZA-P-2662, pasa por las localidades de Rionegrito, Rosinos, Santiago y Doney.
- ZA-P-2665, transita por terrenos pertenecientes a Doney y Escuredo.
- ZA-V-2640, discurre íntegramente por el término municipal, comienza en Rosinos y termina en Gusandanos después de atravesar la localidad de Carbajalinos.
- ZA-L-2683, parte de la ZA-P-2665 y da acceso a la localidad de Escuredo.
- ZA-L-2680, parte de la ZA-V-2640 y da acceso a la localidad de Monterrubio.
- ZA-L-2679, parte de la ZA-V-2640 y da acceso a la localidad de Villarejo.

- Vías pecuarias: el término municipal de Rosinos tiene las vías pecuarias de la «colada de Coso» y la «colada de la Sierra».

## Símbolos
El escudo heráldico y la bandera de Rosinos de la Requejada, conforme Acuerdo de su ayuntamiento de 31 de marzo de 2006, responde a la siguiente descripción:
- Escudo heráldico: en campo de plata, palo ondado de azur, acompañado de diez cruces griegas de gules, jefe encajado de sinople. Al timbre corona real cerrada.
- Bandera municipal: bandera rectangular de proporciones 2:3, formada por tres franjas horizontales iguales, siendo blancas con cinco cruces griegas rojas las exteriores, azul la central y al asta una franja vertical encajada verde de 1/3 del largo.

## Servicios
En materia sanitaria, la atención primaria es ofertada desde el centro de salud de Puebla de Sanabria, aunque el personal sanitario se desplaza una vez por semana a las localidades con consultorio médico: Rosinos, Santiago, Doney, Villarejo y Anta de Rioconejos. En el municipio de Rosinos de la Requejada no existe ninguna farmacia. La más cercana es la que se encuentra en Palacios de Sanabria.
Existen pistas deportivas o áreas recreativas en casi todas las localidades, aunque es escasa su dotación en material deportivo. Rosinos de la Requejada posee una playa fluvial. En ella podréis disfrutar de un buen baño y, si el tiempo no acompaña, de un tranquilo paseo a orillas del río. 
Para el resto de servicios sociales y culturales, se ha procedido a la rehabilitación de las antiguas escuelas, convirtiéndolas en centros sociales de reunión. Este es el caso de Rionegrito, Rosinos (situada en la calle El Sierro) Santiago (local de nueva construcción), Doney y Escuredo. Los servicios religiosos son ofrecidos en las distintas iglesias o ermitas de cada una de las localidades.
Existe un servicio de transporte público, cubierto por un taxi en la localidad de Doney y mediante el servicio de “Transporte a la Demanda” consistente en un autobús que se desplaza a las diferentes localidades previa llamada de teléfono por parte de los viajeros solicitando el servicio deseado. El trayecto más habitual suele ser los lunes por la mañana hacia el mercadillo de El Puente.
La Mancomunidad de Sanabria-Carballeda presta el servicio de recogida de basura. Podemos encontrar contenedores para basura ordinaria situados a lo largo de la calle Santa Colomba. Podemos encontrar contenedores de papel y vidrio en la intersección entre la calle Santa Colomba y la calle la Repolla
El servicio de educación es prestado, para primaria, mediante el CRA Palacios de Sanabria. Los alumnos de secundaria han de desplazarse a Puebla de Sanabria para recibir sus clases en el IES Valverde de Lucerna. El desplazamiento lo realizan por medio de un autocar.
Además, cuenta con una base aérea que comenzó a funcionar en 1988 y que se encuentra en el kilómetro 2 de la carretera ZA-V-2640 que une las poblaciones de Rosinos y Carbajalinos, ocupando una superficie aproximada de 15 hectáreas. Cuenta con dos pistas de aterrizaje para aviones y helicópteros, una de pavimento asfaltado de 774 metros y otra de tierra de 380 metros, además de áreas de estacionamiento para sendos medios de transporte con sus correspondientes servicios. También dispone de tres edificios para albergar al personal destinado en la base, tanto del Ministerio como de la Junta de Castilla y León, para acoger a las cuadrillas de los equipos de lucha contra los incendios forestales y del personal de servicio del helicóptero.

## Cultura

### Fiestas
Rosinos celebra la festividad del Santo Cristo, los días del 14 y 15 de septiembre. Desde 2015 se ha vuelto a retomar la "fiesta de agosto" organizada por la Asociación Cultural Llamagrande.

### Leyendas

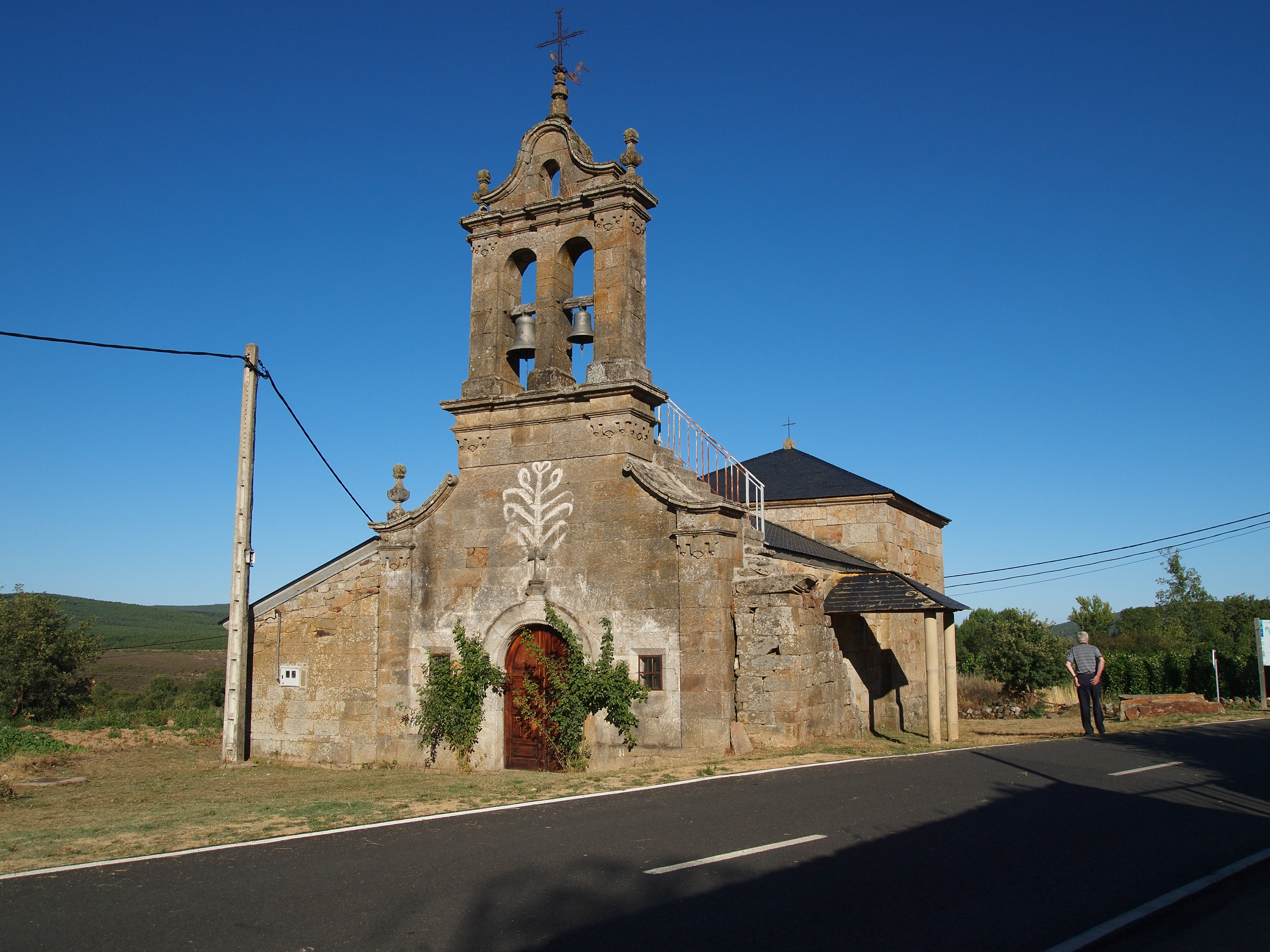
Ermita del Santo Cristo

- Ermita del Santo CristoLa cueva de los moros: se habla de una familia de moros que habitaban hace años una pequeña cueva situada en la nueva cantera (se accede, desde la carretera de Santiago-Rosinos o desde el camino de La Facera). Posiblemente huían de la persecución iniciada tras el edicto de expulsión de los moriscos de 1609 de Felipe III. La cueva que hay hoy, pequeña y de difícil acceso, era utilizada por los pastores cuando llovía, para refugiarse de la lluvia cuando iban con el rebaño, tal y como cuentan los ancianos.
- La huella del caballo de Santiago: sobre el origen del nombre de Santiago de la Requejada. Se dice que el apóstol Santiago dejó marcadas en una roca las huellas de su caballo, cerca de la zona de Los Molinos en Doney. Es de difícil acceso y se halla casi totalmente cubierta por maleza.

### Arquitectura popular
- Ermita del Santo Cristo: del siglo XIX y que se usa para los oficios religiosos. Se encuentra en buen estadp de conservación y cuenta con un pequeño retablo.
- Iglesia de Santa Colomba o conocida como iglesia de arriba: fue construida sobre los restos de una iglesia románica datada entre el siglo XI y XIII durante el siglo XVIII. Existe una viga de madera donde se puede encontrar la fecha exacta de su construcción: 1774. Fue restaurada a finales de los años 70, eliminando la cal de las paredes dejando la piedra a vista. En el pórtico se reutilizó una basa y capitel románico. El capitel, el cual está invertido, está decorado con un ave de cuerpo serpentiforme, una serpiente y un cuadrúpedo. La basa es de alto plinto, con perfil ático con un amplio toro inferior aplastado con lengüetas.[12] Se sigue usando para oficios religiosos. Algo deteriorada, especialmente en el exterior. Bello retablo con profusa decoración.